# Scopula oedocnemis
Scopula oedocnemis là một loài bướm đêm trong họ Geometridae.